# Promaque (Épigone)
Pour les articles homonymes, voir Promaque.
Dans la mythologie grecque, Promaque, fils de Parthénopée, est l'un des sept Épigones qui attaquèrent la ville de Thèbes pour venger leurs pères, les Sept contre Thèbes, qui moururent en tentant la même chose.
Promaque meurt durant l’attaque et est enterré à proximité, à Telmessos.